# Teinurosaurus
Genre
Espèce
Teinurosaurus (signifiant « lézard à queue rallongée ») est un genre de dinosaures théropodes carnivores du Jurassique supérieur retrouvé au Portugal. L'espèce-type, Teinurosaurus sauvagei, a été nommée et décrite par Franz Nopcsa von Felső-Szilvás en 1928.
L'holotype, MGB 500, a été perdu lors des bombardements allemands pendant la Seconde Guerre mondiale. Il se trouvait dans le Musée Géologique du Boulonnais à Boulogne-sur-Mer (détruite à 85 % à la fin de la Seconde Guerre Mondiale) en 1897 où il fut retrouvé par le paléontologue français Henri-Émile Sauvage.
Le genre a été classé chez les Coeluridae par von Huene, mais est de nos jours considéré comme un Neotheropoda incertae sedis, voire un nomen dubium par T. R. Holtz et al. en 2004,.

## Histoire
En 1897, le paléontologue français Henri-Émile Sauvage classe les fossiles d'une queue, retrouvée dans une strate du Kimméridgien du Portugal, chez l'espèce Iguanodon prestwichii.
En 1928, Franz Nopcsa identifie les restes comme étant ceux d'un théropode. Il nomme le genre Teinurosaurus. Le nom générique provient du grec teinein (« rallonger ») et oura (« queue »). Cependant, dû à une erreur de l'imprimeur, le nom est placé près d'une référence aux Saurornithoides (Osborn 1924), donnant la fausse impression que Nopcsa voulait renommer ce genre. Nopcsa a corrigé l'erreur dans un addendum publié l'année suivante.
En 1932, Friedrich von Huene renomme les fossiles Caudocoelus sauvagei, honorant ainsi Sauvage avec le nom spécifique.
Le nom Teinurosaurus est grandement oublié jusqu'en 1969, alors que John Ostrom révèle sa priorité et précise que Nopcsa n'a pas donné de nom spécifique.
En 1978, George Olshevsky est le premier à combiner les deux noms Teinurosaurus sauvagei.